# 顔触れ言上
顔触れ言上（かおぶれごんじょう）とは、大相撲において翌日の取組を発表する儀式のことである。通常、中入の時間に行われる。

## 概説
翌日の取組を知らせ来場を促す目的での顔触れ言上は江戸時代から行われてきたが、現在の形で行われるようになったのは1970年1月場所からである。
幕内の土俵入りが終わり中入の時間になると呼出の柝の音に合わせて行司（通常は立行司か三役格行司）が補助役の呼出とともに土俵に上がり、「憚りながら、明日（みょうにち）の取組をご披露つかまつります。」と口上を述べたのち、翌日の幕内取組を一番ずつ読み上げる（言上）。このとき、行司があらかじめ取組の両力士の四股名を和紙に書いたもの（顔触れ）を扇子に乗せて用意し、それを一枚ずつ手に持って四方の観客に見せる。すべての取組を発表し終えると、「右、相つとめまする間、明日（みょうにち）もにぎにぎしく、お出（ご来場）をお待ち申し上げ奉ります。」と締めの口上を述べ、行司が退出して儀式を終える。
「翌日」の取組を発表するため、千秋楽には行われない。また中入の時点で翌日の幕内取組が決まっていない場合にも行われない。十両までの取組で進行が遅れ中入の時間を短縮した場合にも行われない。
NHKのテレビ中継では中入の時間に新十両・新三役力士のインタビューや過去の名勝負の特集などの企画放送を行うため、顔触れ言上が中継されることは少ない。一方、ネット配信では中継されることが多い。
使用した顔触れは、翌日に会場の外（櫓か入口そばの掲示板）に貼り付けられる。顔触れ言上が行われなかった場合でも、作成した顔触れの貼り付けは行われる。